# Estação Biblioteca imeni Lenina
Biblioteca imeni Lenina (em russo:  Библиоте́ка и́мени Ле́нина) é uma das estações da linha Socolhnitcheskaia (Linha 1) do Metro de Moscovo, na Rússia. Estação «Biblioteca imeni Lenina» está localizada entre as estações «Kropotkinskaia» e «Okhotnyi Riad».